# Cabimas (khu tự quản)
Cabimas là một khu tự quản thuộc bang Zulia, Venezuela. Thủ phủ của khu tự quản Cabimas đóng tại Cabimas. Khự tự quản Cabimas có diện tích 767 km2, dân số theo điều tra dân số ngày 21 tháng 10 năm 2001 là 223484 người.